# Петропавловск-Камчатский
Петропа́вловск-Камча́тский — город в России, административный центр Камчатского края. Составляет административно-территориальную единицу (город краевого подчинения), в границах которой образован Петропавловск-Камчатский городской округ.
Население — 162 546 чел. (2025). По состоянию на 2023 год в городе проживает 56,45 % населения Камчатского края.
Морской порт федерального значения. Награждён орденом Трудового Красного Знамени, является городом воинской славы. Место дислокации базы Тихоокеанского флота России. Неподалёку от города размещён научно-измерительный пункт 26 ОКИК СССР.

## Этимология
Основан в 1740 году участниками Второй Камчатской экспедиции 1733—1743 гг. под командованием В. Беринга как поселение при Петропавловской гавани. Гавань получила название во имя святых апостолов Петра и Павла, небесных покровителей кораблей экспедиции «Святой Петр» и «Святой Павел». В XIX в. город называют или Петропавловский порт, или, чаще, Петропавловск, окружной портовый город. В 1924 году город получает название Петропавловск-Камчатский, где определение включено для отличия от названия города Петропавловск в Казахстане.

## Физико-географическая характеристика
Географическое положение
Город расположен в Азии, на Дальнем Востоке России, в юго-восточной части полуострова Камчатка, на берегах Авачинской бухты Тихого океана.
Вблизи города возвышаются действующие вулканы: Корякская и Авачинская сопки. Вдоль океана на протяжении 50 км тянется Халактырский пляж из вулканического песка.
Перепад высот в городе составляет 513,6 метра от уровня моря (Авачинская бухта) до вершины горы Раковой.
Часовой пояс
Петропавловск-Камчатский находится в часовой зоне МСК+9. Смещение применяемого времени относительно UTC составляет +12:00.
В соответствии с применяемым временем и географической долготой средний солнечный полдень в Петропавловске-Камчатском наступает в 13:25.
Климат
Петропавловск-Камчатский лежит южнее Москвы и на одной широте с Самарой, Пензой, Брянском, а также с Манчестером (Англия) и Дублином (Ирландия). Однако климат города заметно суровее, чем на подобных широтах в Западной Европе, и прохладнее, чем в европейской части России. Средние температуры лета в Петропавловске немногим выше, чем в Мурманске и Магадане, зима же намного теплее, чем на аналогичных широтах в Сибири, и по мягкости соперничает с московской и петербургской. Климат города умеренный, одновременно имеет черты морского и муссонного.
Среднегодовая температура воздуха в городе +2,8 °C. Самый тёплый месяц — август, со среднесуточной температурой +13,7 °C, самый холодный — январь −6,5 °C. Абсолютный максимум температуры +30,0 °C был зарегистрирован в июле 2012 года, минимум −31,7 °C регистрировался в феврале 1917 года.
Суммарный годовой уровень осадков высок и составляет 1166 мм. Абсолютный максимум осадков за месяц — 486 мм был зарегистрирован в октябре 2015 года.
| Показатель                    | Янв.  | Фев.  | Март  | Апр.  | Май  | Июнь | Июль | Авг. | Сен. | Окт. | Нояб. | Дек. | Год   |
| ----------------------------- | ----- | ----- | ----- | ----- | ---- | ---- | ---- | ---- | ---- | ---- | ----- | ---- | ----- |
| Абсолютный максимум, °C       | 5,2   | 6,2   | 8,5   | 18,8  | 20,6 | 26,9 | 30,0 | 27,7 | 24,4 | 19,4 | 12,6  | 10,5 | 30,0  |
| Средний суточный максимум, °C | −4    | −3,4  | −0,3  | 3,6   | 8,6  | 13,7 | 17,0 | 17,5 | 14,7 | 8,5  | 1,8   | −2,6 | 5,9   |
| Средняя температура, °C       | −6,5  | −6,1  | −3,4  | 0,4   | 4,8  | 9,5  | 13,0 | 13,7 | 10,7 | 5,5  | −0,6  | −5   | 2,8   |
| Средний суточный минимум, °C  | −8,9  | −8,6  | −5,9  | −1,9  | 2,1  | 6,6  | 10,4 | 11,1 | 7,9  | 3,0  | −2,7  | −7,1 | 0,3   |
| Абсолютный минимум, °C        | −28,6 | −31,7 | −24,8 | −14,8 | −6,3 | −1,5 | 2,5  | 4,4  | −1,1 | −7,5 | −16,5 | −26  | −31,7 |
| Норма осадков, мм             | 118   | 80    | 84    | 90    | 64   | 53   | 62   | 91   | 112  | 172  | 145   | 109  | 1177  |
| Источник: «Погода и климат»   |       |       |       |       |      |      |      |      |      |      |       |      |       |

Сейсмичность
Восточное побережье Камчатки, Японии и Курил — самое сейсмоактивное место на планете. В XX столетии в районе юго-восточной Камчатки произошло десять 7-балльных землетрясений, два 8-балльных и одно 9-балльное землетрясение.

## История
Основание города

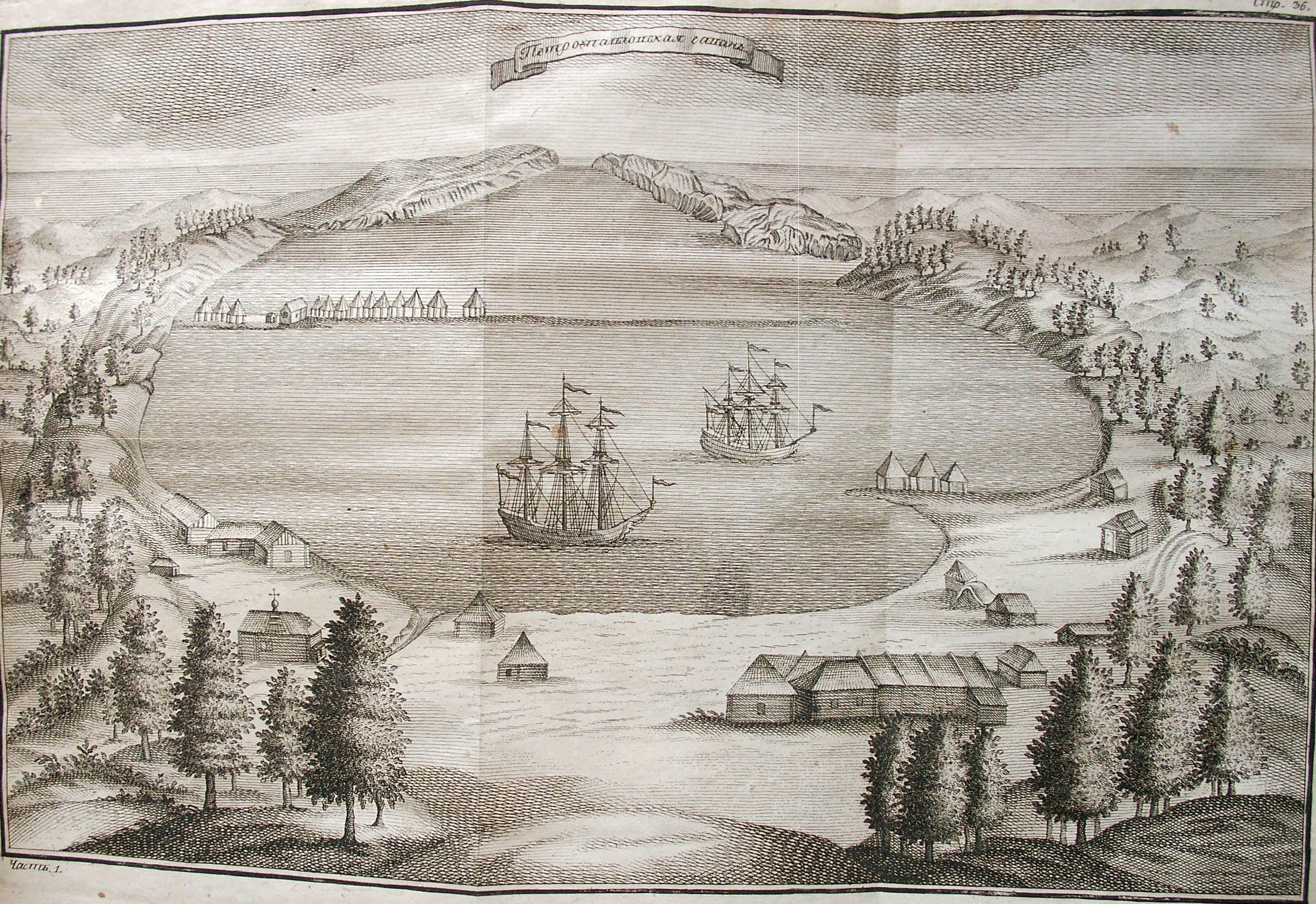
Гравюра Петропавловска, XVIII век

Один из самых старых городов на Дальнем Востоке. Первыми из Русского царства сюда добрались казаки в 1697 году. Казаки в Авачинской губе, рядом с камчадальским селением Аушин, что на берегу Авачинской бухты Тихого океана, заложили лабазы для хранения ясака и основали острог. Через сорок три года по составленным ранее картам Камчатской земли сюда прибыла на двух пакетботах 17 октября 1740 года Вторая Камчатская экспедиция 1733—1743 гг. под руководством Витуса Беринга и Алексея Чирикова. Название Петропавловский острог получил от имён кораблей-пакетботов «Святой апостол Пётр» и «Святой апостол Павел».
Основатель города — штурман мичманского ранга Иван Фомич Елагин. 29 сентября 1739 года по приказу руководителя 2-й Камчатской экспедиции Витуса Беринга Иван Елагин на боте «Святой архангел Гавриил» отправился из Охотска на Камчатку. Ему поручалось исследовать морской берег от устья реки Большой до Авачинского залива, составить карту Авачинской губы, сделать её замеры для выяснения возможностей захода крупных морских судов, а также построить жилые помещения и склады, чтобы осуществить остановку экспедиции. Авачинскую губу Беринг выявил в 1729 году во время возвращения Первой Камчатской экспедиции в Охотск.
16 мая 1740 года И. Елагин отправился от устья реки Большой (Большерецкий острог) вдоль юго-западного побережья Камчатки и обогнув её мыс 10 июня прибыл в Авачинскую губу. Бот «Святой Гавриил» — первое судно, приставшее к берегу Авачинской губы. Экспедиция остановилась на северном берегу гавани Ниакиной у ительменского стойбища Аушина. Первые «русские» дома появились тут летом-осенью 1740 года.
20 сентября 1740 года И. Елагин составил в Ниакиной гавани рапорт, в котором сообщалось, что служилыми и местными построены «жилых покоев в одной связе пять, да казарм три, да три ж анбара в два апартамента». Также Елагин доложил о завершении промеров Авачи и составлении карт западного и восточного побережья Камчатки на предполагаемом пути экспедиции.
27 сентября (11 октября по н. ст.)[уточнить] 1740 года в Авачинскую губу прибыл пакетбот «Святой апостол Павел», ведомый Алексеем Чириковым, а 6 октября (17 октября по н. ст.) «Святой апостол Пётр» Витуса Беринга. 17 октября принято считать днём рождения города.
Степан Крашенинников, тогда же путешествовавший по Камчатке, написал:
Ниакина губа, которая от зимовавших в ней двух пакетботов Петра и Павла называется ныне Петропавловской гаванью, лежит к северу и так узка, что суда на берегах прикреплять можно, но так глубока, что в ней способно стоять и таким судам, которые пакетботов больше: ибо глубиной она от 14 до 18 футов. При сей губе построены офицерские светлицы, казармы, магазины и другое строение от морской команды. Там же по отбытии моем заведён новый российский острог, в который жители переведены из других острогов.
Исторические даты
- 1779 год — Петропавловскую гавань дважды посетили два английских военных судна «Дискавери» и «Резолюшн» Третьей кругосветной экспедиции Дж. Кука. В гавани в августе был похоронен Ч. Кларк, принявший на себя руководство экспедицией после гибели капитана Кука.
- 1787 год — Петропавловск посетили корабли «Буссоль» и «Астролябия» кругосветной экспедиции Лаперуза.
- 1812 год — получен статус города и имя Петропавловская гавань. Также вышло «Новое положение о Камчатке», по которому управление Камчаткой поручалось особому начальнику. Местом пребывания начальника «назначалась» Петропавловская гавань, которая становится столицей Камчатки.

Над вулканом с вершиною снежной,

Солнца луч небосвод озарил.

Утро веры, любви и надежды,

Петропавловск стране подарил.

Припев:

Славный город великой России!

Ты един с ней в трудах и судьбе.

Пусть хранит тебя высшая сила,

Двух святых, давших имя тебе!

Где волна, разбиваясь о берег,

Прячет бухту меж сопок и скал.

Провидением посланный Беринг,

В гавань путь кораблям отыскал.

Припев:

Славный город великой России!

Ты един с ней в трудах и судьбе.

Пусть хранит тебя высшая сила,

Двух святых, давших имя тебе!

Получил ты великое право –

Край родной защищать от врага.

Имя «Города воинской славы»,

Сохранят поколенья в веках!

Припев:

Славный город великой России!

Ты един с ней в трудах и судьбе.

Пусть хранит тебя высшая сила,

Двух святых, давших имя тебе!

Пусть хранит тебя высшая сила,

Двух святых, давших имя тебе!
- 2 декабря 1849 года — образована Камчатская область во главе с губернатором В.С. Завойко, с центром — Петропавловский порт.
- С 18 по 24 августа (с 30 августа по 5 сентября) 1854 года — продолжалась Петропавловская оборона. В память этого события в городе установлены памятники: Памятник Славы и Памятник 3-й батарее Александра Максутова, существует мемориальный комплекс — Братская могила и часовня. Все памятники территориально расположены на склонах Никольской сопки в историческом центре города.
- В начале 1855 года из-за угрозы повторного нападения ещё большего англо-французского флота было принято решение об эвакуации города, гарнизон с его вооружением и часть населения были вывезены кораблями в залив Де-Кастри а затем в устье Амура, где на месте Николаевского поста ими был основан город Николаевск-на-Амуре, часть местных жителей ушли в центральные районы Камчатки. Действительно, союзная эскадра заходила в Петропавловск и, не обнаружив в нём никого, сожгла остатки города[17].
- 1913 год — учреждён герб города, который в основных чертах повторял областной герб, но имел по верху герба трёхбашенную корону областного города, внизу — два якоря, перевитых Александровской лентой. В 1993 году по инициативе городской администрации герб города был восстановлен.
- В начале 1918 года — в Петропавловске была установлена власть Камчатского губбюро РКП(б). Их власть продержалась до лета этого года и затем перешла к белым силам.
- В январе 1920 года — на Камчатке власть перешла просоветскому облнарревкому.
- В 1921 году — посланный из Владивостока отряд под руководством есаула Бочкарева отбил город у большевиков.
- В феврале 1922 года — красные партизаны начали блокаду Петропавловска.
- В ноябре 1922 году — белогвардейские войска были вынуждены уйти из Петропавловска и город заняли красные партизаны.
- В 1924 году — постановлением Президиума ВЦИКа переименован в Петропавловск-Камчатский, где определение включено для отличия от названия города Петропавловск в Казахстане.
- 15 июня 1932 года — организовано Камчатское отделение Тихоокеанского научно-исследовательского института рыбного хозяйства и океанографии.
- 21 апреля 1933 года — в городе начал свою работу первый профессиональный театр.
- 6 ноября 1936 года — завершено строительство первой очереди судоверфи: «Первенец тяжёлой индустрии на Камчатке — в строю».
- В 1942 году — в Петропавловске-Камчатском был открыт Моррыбтехникум (Петропавловск-Камчатский морской рыбопромышленный техникум Народного комиссариата рыбной промышленности СССР).
- В 1946 году — техникум получил новое название — Петропавловск-Камчатский морской рыбопромышленный техникум Министерства рыбной промышленности Восточных районов СССР.
- В 1952 году — рыбопромышленный техникум преобразован в Петропавловск-Камчатское мореходное училище (ПКМУ).
- В 1957 году — создаётся УКК (Учебно-консультационный пункт) Дальневосточного института рыбной промышленности.
- 31 августа 1958 года — официальное открытие первого на Камчатке высшего учебного заведения — Камчатского педагогического института.
- В 1959 году в черту Петропавловска был включён пгт Индустриальный.
- В 1970 году — организован филиал Дальрыбвтуза.
- 31 октября 1972 года — город Петропавловск-Камчатский был награждён орденом Трудового Красного Знамени.
- 27 декабря 1973 года — образованы Ленинский и Октябрьский районы в городе Петропавловске-Камчатском[18]
- В июне 1976 года — с Охотского побережья училище Рыбокомбината имени Микояна переехало в Петропавловск-Камчатский. С этого времени оно стало именоваться ГПТУ № 2[19].
- В 1987 году — на базе УКК создаётся ПКВИМУ (Петропавловск-Камчатское высшее инженерное морское училище).
- В 1991 году — произошло объединение ПКМУ и ПКВИМУ, и училище стало называться ПКВМУ (Петропавловск-Камчатское высшее морское училище).
- В 1991 году — Камчатский рыбопромышленный техникум был переименован в Камчатский политехнический техникум.
- В 1997 году — ПКВМУ переименовано в КГАРФ (Камчатскую государственную академию рыбопромыслового флота).
- В 2000 году — КГАРФ переименована в КамчатГТУ (Камчатский государственный технический университет).
- 31 октября 2000 года — приказом Министерства образования Российской Федерации № 3149 «Камчатский государственный педагогический институт» переименован в «Камчатский Государственный Педагогический Университет».

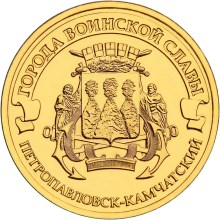
Памятная монета Банка России номиналом 10 рублей (2015) из серии «Города воинской славы»

- 15 июля 2005 года — приказом Министерства образования и науки Российской Федерации № 686 «Камчатский государственный педагогический университет» переименован в государственное образовательное учреждение высшего профессионального образования «Камчатский государственный университет».
- 6 марта 2006 года — приказом Федерального агентства по образованию № 120 государственное образовательное учреждение высшего профессионального образования «Камчатский Государственный Университет» переименован в государственное образовательное учреждение высшего профессионального образования «Камчатский государственный университет имени Витуса Беринга».
- 1 июля 2007 года — согласно результатам референдума стал административным центром Камчатского края.
- 3 ноября 2011 года — городу присвоено почётное звание «Город воинской славы»[20].
- В октябре 2020 года городу Петропавловск-Камчатский исполнилось 280 лет.

## Население
| 1800     | 1825     | 1830     | 1840     | 1848     | 1854     | 1856     | 1863     | 1867     | 1870     |
| -------- | -------- | -------- | -------- | -------- | -------- | -------- | -------- | -------- | -------- |
| 100      | ↗938     | ↗1000    | ↘641     | ↘373     | ↗1531    | ↘1500    | ↘621     | ↘479     | ↘385     |
| 1881     | 1889     | 1897     | 1913     | 1923     | 1926     | 1931     | 1933     | 1939     | 1950     |
| ↘330     | ↗555     | ↘395     | ↗1690    | ↘1193    | ↗1691    | ↗6000    | ↗6600    | ↗35 373  | ↗52 300  |
| 1956     | 1959     | 1962     | 1963     | 1964     | 1965     | 1966     | 1968     | 1970     | 1971     |
| ↗58 000  | ↗85 582  | ↗100 000 | ↗106 000 | ↗110 000 | ↗115 000 | ↗119 000 | ↗129 000 | ↗153 885 | ↗162 000 |
| 1972     | 1973     | 1974     | 1975     | 1976     | 1979     | 1982     | 1983     | 1984     | 1985     |
| ↗171 000 | ↗179 000 | ↗187 000 | ↗200 000 | →200 000 | ↗214 977 | ↗232 000 | ↗237 000 | ↗241 000 | ↗245 000 |
| 1986     | 1987     | 1989     | 1990     | 1991     | 1992     | 1993     | 1994     | 1995     | 1996     |
| ↗248 000 | ↗252 000 | ↗268 747 | ↘236 000 | ↗273 000 | ↘272 600 | ↘265 000 | ↘256 000 | ↘213 000 | ↘208 000 |
| 1997     | 1998     | 1999     | 2000     | 2001     | 2002     | 2003     | 2004     | 2005     | 2006     |
| ↘202 000 | →202 000 | ↘196 700 | ↘194 100 | ↗195 500 | ↗198 028 | ↘198 000 | ↘196 600 | ↘196 000 | ↘195 200 |
| 2007     | 2008     | 2009     | 2010     | 2011     | 2012     | 2013     | 2014     | 2015     | 2016     |
| ↘195 100 | ↘194 900 | ↘194 137 | ↘179 780 | ↘179 500 | ↗179 784 | ↗181 618 | ↗182 711 | ↘181 015 | ↘180 963 |
| 2017     | 2018     | 2019     | 2020     | 2021     | 2023     | 2024     | 2025     |          |          |
| ↘180 454 | ↗181 216 | ↘181 181 | ↘179 586 | ↘164 900 | ↘162 992 | ↗163 152 | ↘162 546 |          |          |

На 1 января 2025 года по численности населения город находился на 110-м месте из 1124 городов Российской Федерации.
Численность населения Петропавловска-Камчатского по предварительным итогам Всероссийской переписи населения 2010 года составляет 179 526 человек, что составляет 55,79 % населения всего Камчатского края, или 100-е место в России.
Численность населения варьировалась как в сторону увеличения, так и сокращения. В середине XIX века она составляла 1500 человек, а к концу века — 395 человек. Максимальное значение было достигнуто в 1989 году.
В 1990-е годы происходил массовый отток населения, вызванный безработицей и падением уровня жизни. C 1997 года отмечается уменьшение миграционного оттока населения. Многие выпускники школ уезжают поступать в учебные заведения в другие города и не возвращаются.

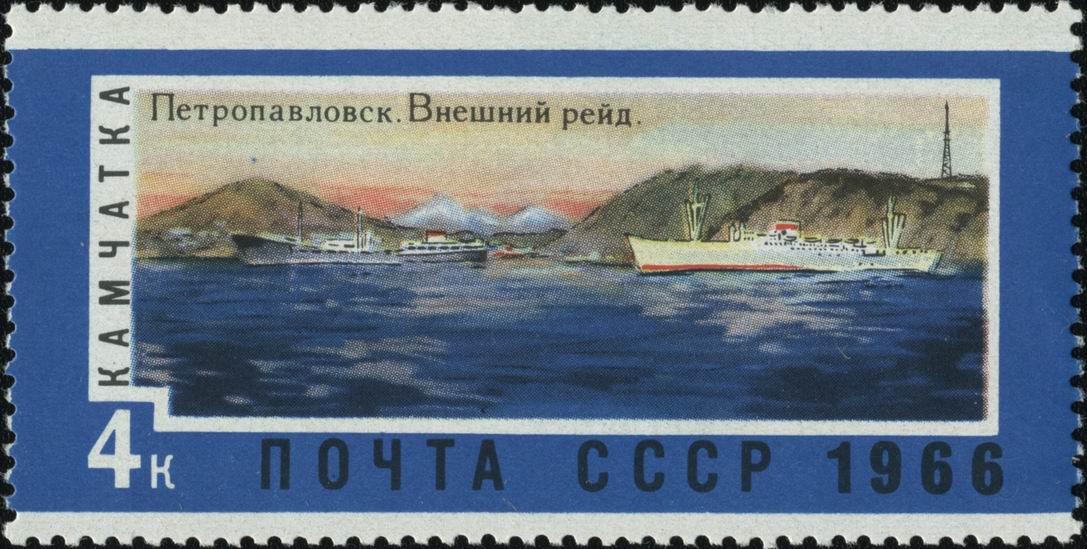
Марка СССР «Советский Дальний Восток». Камчатка. Петропавловск. Внешний рейд. (1966, рис. Л. Шарова, ЦФА № 3448).

Снижение численности населения с конца 1990-х не превышало 1 % по сравнению с предыдущим годом. Снижение численности происходит преимущественно за счёт миграционной убыли. Средняя продолжительность жизни в 2008 году составила 66,8 лет (для сравнения, в России — 67,5 лет); уровень смертности составил 10,4 человек на 1 000 жителей. Основные причины смерти: сердечно-сосудистые заболевания — 50,6 %; несчастные случаи, отравления и травмы — 13,2 %; новообразования — 15,3 %. С 2002 года отмечается относительный рост рождаемости. В 2006 году впервые с 1993 года рождаемость превысила смертность. Количество пенсионеров в 2008 году составило около 25 %.
Национальный состав по данным переписи 2010 года:

| - русские — 142 361 чел. (79,19 %) - украинцы — 6399 чел. (3,56 %) - татары — 1341 чел. (0,75 %) - белорусы — 1064 чел. (0,59 %) - азербайджанцы — 797 чел. (0,44 %) - корейцы — 590 чел. (0,33 %) - армяне — 571 чел. (0,32 %) - чуваши — 468 чел. (0,26 %) - узбеки — 458 чел. (0,25 %) - коряки — 419 чел. (0,23 %) - ительмены — 348 чел. (0,19 %) - молдаване — 298 чел. (0,17 %) - мордва — 259 чел. (0,14 %) | - немцы — 208 чел. (0,12 %) - башкиры — 206 чел. (0,11 %) - киргизы — 206 чел. (0,11 %) - буряты — 158 чел. (0,09 %) - эвены — 148 чел. (0,08 %) - лезгины — 142 чел. (0,08 %) - осетины — 140 чел. (0,08 %) - таджики — 131 чел. (0,07 %) - казахи — 126 чел. (0,07 %) - удмурты — 125 чел. (0,07 %) - камчадалы — 121 чел. (0,07 %) - марийцы — 114 чел. (0,06 %) - грузины — 103 чел. (0,06 %) |

- указали другие ответы о национальной принадлежности — 1 462 чел. (0,81 %)
- лица, в переписных листах которых не указана национальная принадлежность — 21 017 чел. (11,69 %)
- из них отказавшиеся отвечать на вопрос о национальной принадлежности — 432 чел. (0,24 %).

## Административное деление
В прошлом (с 19 декабря 1973 года по 1988 год) город был разделён на Ленинский и Октябрьский районы. С 1988 года это деление упразднено. Городу административно подчинены микрорайоны: Авача, Дальний, Долиновка, Завойко, Заозёрный, Кирпичики, Моховая, Нагорный, Радыгино, Сероглазка, Тундровый, Чапаевка, Халактырка.

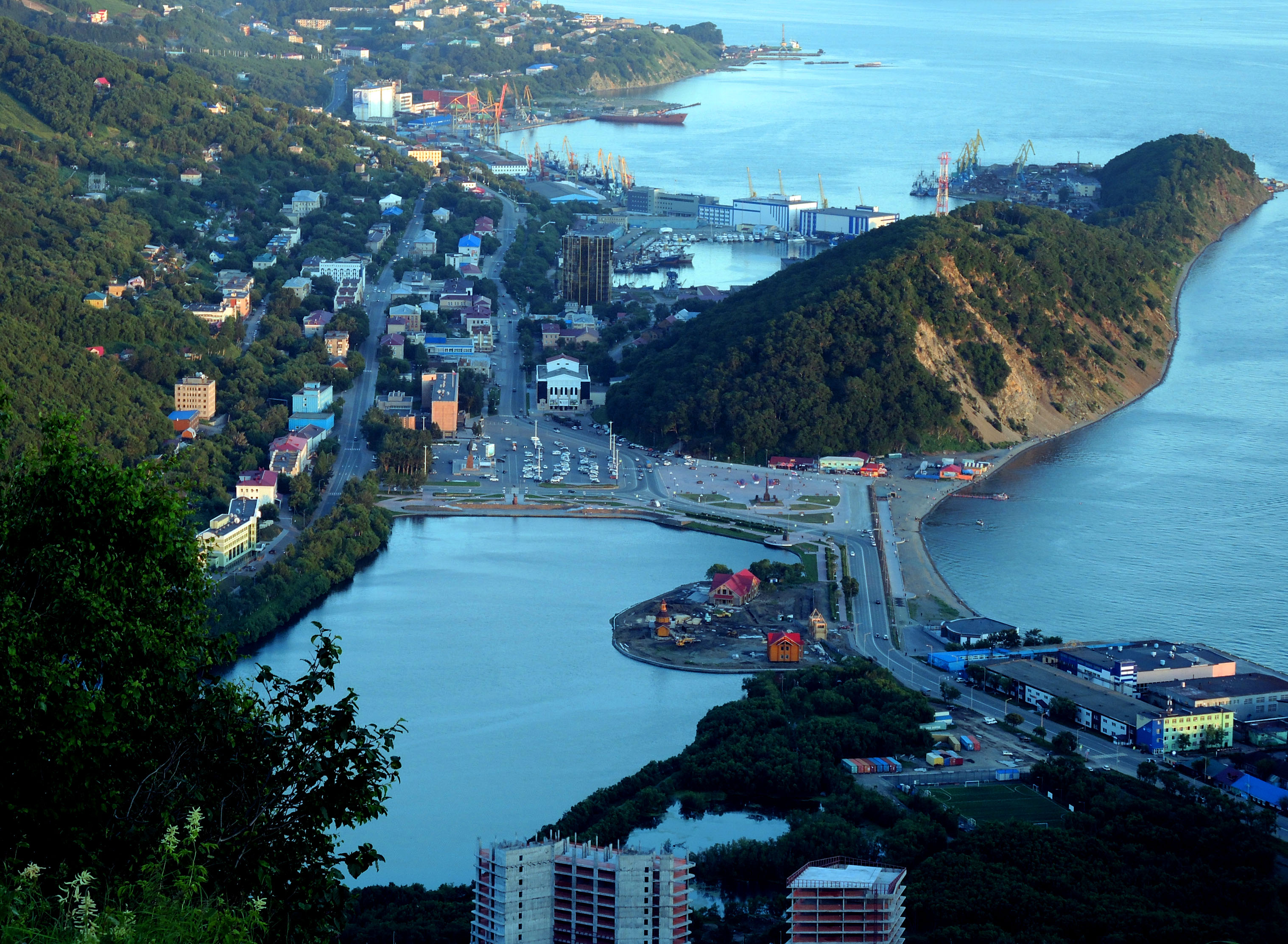
Вид на центр города
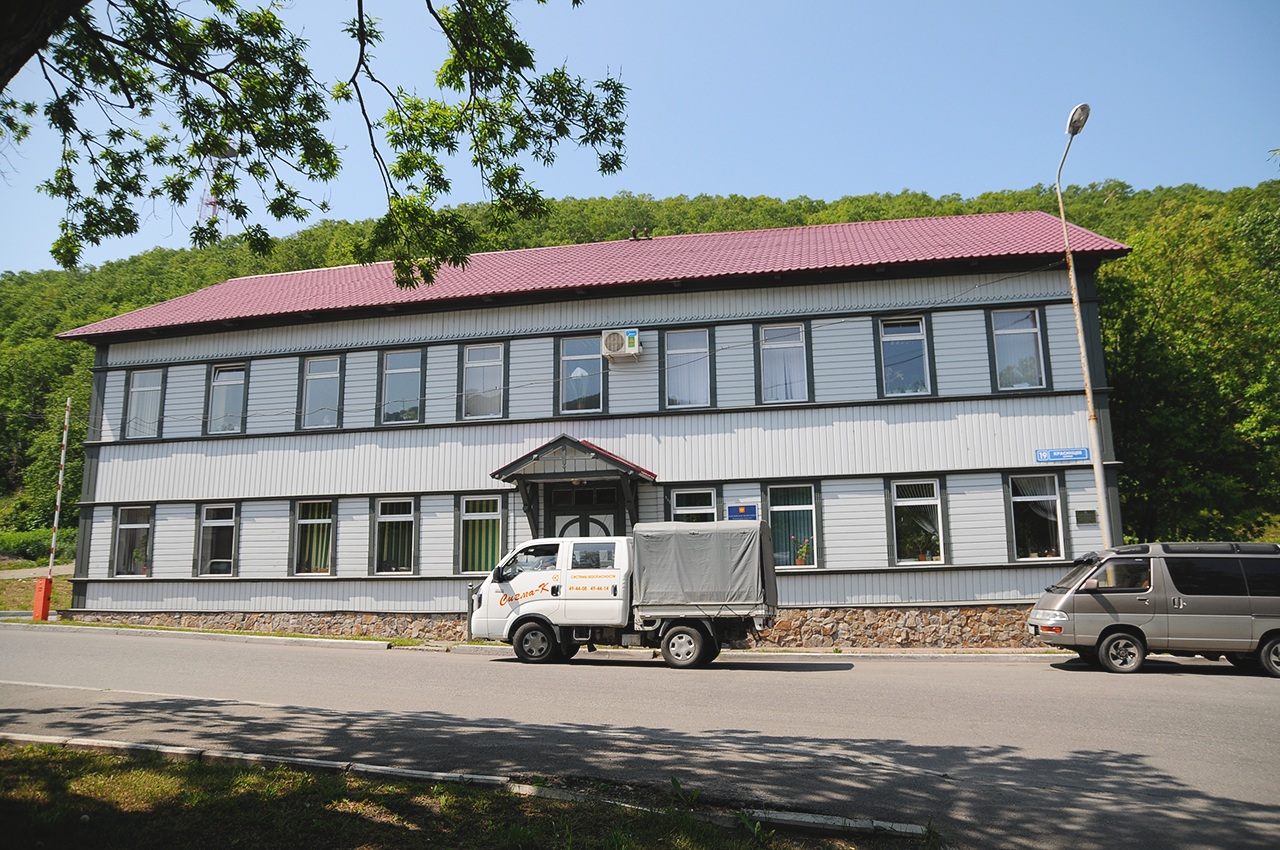
Дореволюционное здание на улице Красинцев в историческом центре

## Экономика и промышленность
Судостроение и cудоремонт:
- Петропавловская судоверфь (ранее Петропавловская судоверфь имени В. И. Ленина, ПСРВ)[103] ремонт и постройка всех типов судов рыболовецкого флота, включая плавбазы и рыбоконсервные заводы, производство технологического и промыслового оборудования. Занимает площадь более 30 Га, с мощной инфраструктурой, удобной акваторией на входе в бухту, причалами, плавучими доками, собственной электростанцией и бомбоубежищем.

Добыча и переработка рыбы — основная отрасль экономики Петропавловска. Среди наиболее крупных рыбодобывающих и рыбоперерабатывающих предприятий — ЗАО «Акрос», рыболовецкий колхоз им. Ленина и ПАО «Океанрыбфлот». В целом же отрасль, в основном, представлена мелкими компаниями, работающими сезонно на лососёвых породах рыбы.
В то время как в ряде посёлков восточного и западного побережья Камчатки в последние годы[когда?], в связи с постройкой новых заводов рыбопереработка получила «второе дыхание», в самом Петропавловске отрасль потеряла былое значение.
В последние годы[какие?] набирает силу и горнорудная промышленность. В городе расположены офисы горнодобывающих компаний, осуществляющих добычу золота (Асачинское, Агинское, Родниковое и другие месторождения), никеля (Шануч), платины (месторождения расположены на севере края, в Корякии), а также серебра.

### Энергетика
Петропавловск-Камчатский подключён к центральному энергоузлу изолированной Камчатской энергосистемы. Непосредственно в городе находятся две крупные теплоэлектростанции — ТЭЦ-1 и ТЭЦ-2, покрывающие бо́льшую часть потребностей юга Камчатского края в электроэнергии. В 2010—2012 годах они были переведены на газ, получаемый от месторождений в Соболевском районе. Кроме того, в генерирующие мощности центрального энергоузла входят Мутновская и Верхне-Мутновская геотермальные электростанции суммарной установленной мощностью 62 МВт, а также Толмачёвский каскад ГЭС, имеющий суммарную установленную мощность 45,4 МВт и покрывающий пиковые нагрузки.

### Связь
Стационарную телефонную связь в городе предоставляют ПАО «Ростелеком», ООО «Интеркамсервис», городские телефонные номера шестизначные. Также работают 4 оператора сотовой связи: МТС, «Билайн», «Мегафон» и «Tele2». «Ростелеком», помимо предоставления услуг стационарной и сотовой телефонной связи, является также крупнейшим интернет-провайдером в городе и в регионе, предоставляя доступ в глобальную сеть преимущественно по технологии ADSL и Metro ethernet. Услуги интернета предоставляют также компании ПАО «МТС», ООО «Интеркамсервис», ООО «МКС» и ООО «СКТВ».
В 2016 году Ростелеком ввёл в эксплуатацию собственную ПВОЛС, проведённую от Сахалина до Камчатки, что позволило существенно повысить скорость безлимитного проводного доступа в интернет (до 100 Мбит/с).
Город является звеном в строящейся трансарктической коммуникационной сети ПВОЛС «Полярный экспресс».

### Туризм
Туризм начинает играть одну из важнейших ролей в экономике города, многочисленные туристические фирмы предлагают множество маршрутов на горячие источники, вулканы, вертолётные экскурсии в знаменитую Долину гейзеров и кальдеру вулкана Узон, конные походы, а также морские прогулки, сплавы по рекам и рыбалку.
Ближайшие к городу вулканы, называемые домашними, выстроены в одну гряду. Их три: Козельский вулкан (2189 м), Авачинская Сопка (2741 м) и Корякская Сопка (3456 м). На склонах Козельского вулкана находятся две базы — альпинистская и горнолыжная, работающие практически круглогодично. Для восхождения на него, как и на соседний Авачинский вулкан, подготовка и снаряжение не требуются, в отличие от Корякской сопки.
С 2000 года проводится ежегодный праздник День вулкана.

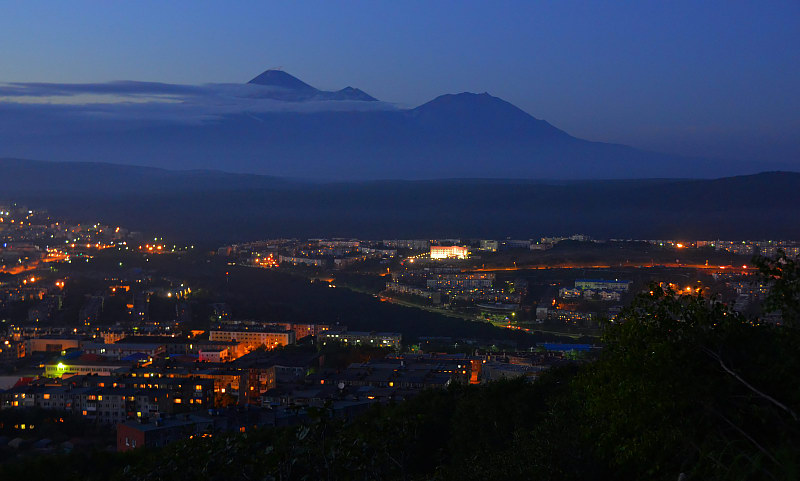
Ночной город
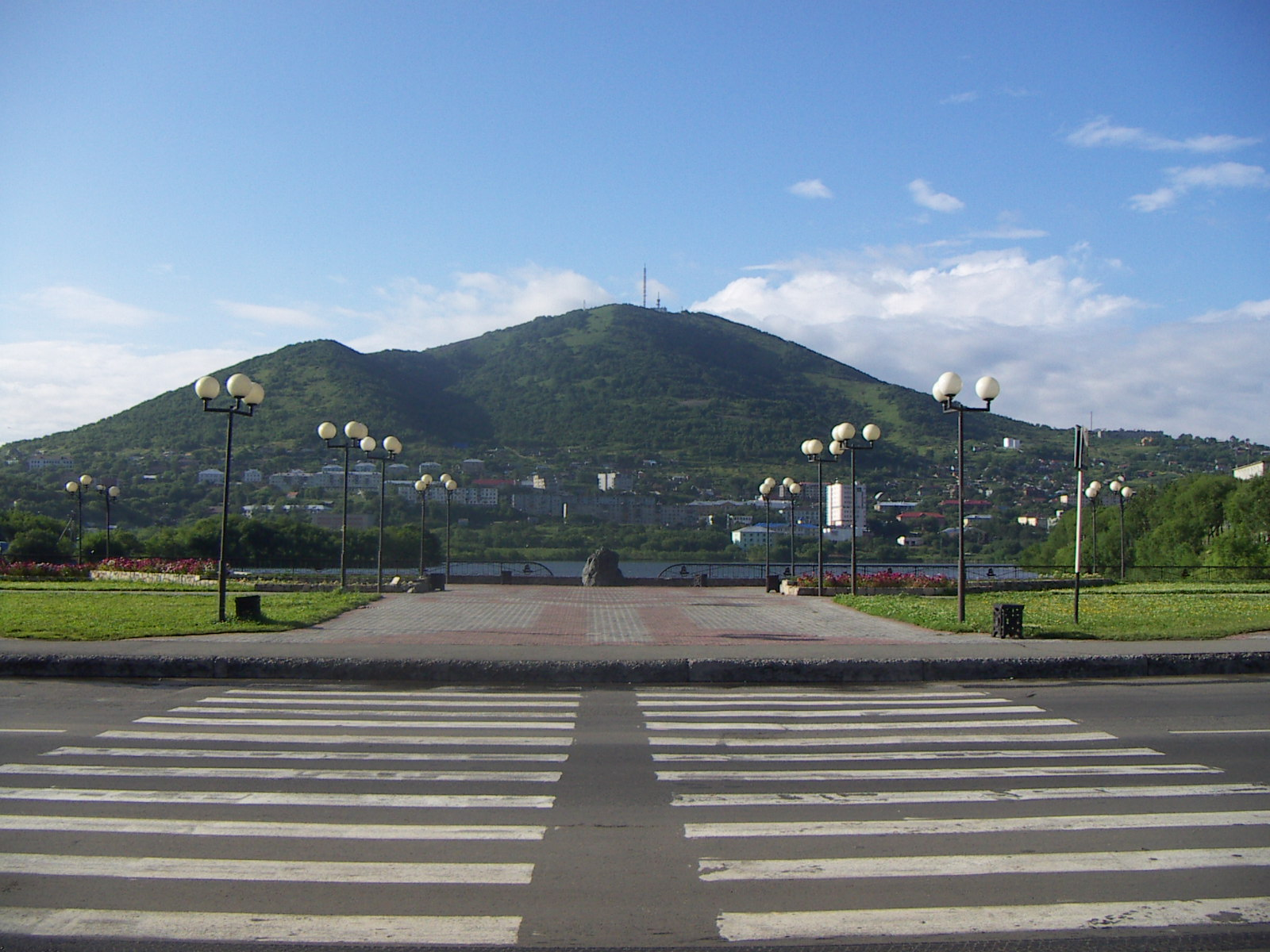
Внутри города

## Транспорт
С остальными городами России Петропавловск-Камчатский связан воздушным и морским сообщением.

### Воздушный
Аэропорт Елизово, обслуживающий город, является международным: помимо регулярных рейсов в ряд российских городов (Москва, Владивосток, Хабаровск, Южно-Сахалинск, Магадан, Якутск, Анадырь, Санкт-Петербург, Новосибирск, Красноярск и пр.) с 2012 года выполняются также летние рейсы в Китай (Пекин) и США (Анкоридж). Выполняются также внутрикраевые рейсы в Озерновский, Усть-Камчатск, Никольское (Командорские острова), Палану, Оссору и др.
К лету 2016 года произведена реконструкция аэропорта Елизово. Введены в строй новые командно-диспетчерский пункт, аварийно-спасательная станция, установлены современная светосигнальная система и новое радиотехническое оборудование. Открыта новая взлётно-посадочная полоса.

### Автомобильный
Основными видами общественного транспорта в Петропавловске-Камчатском являются автобус и маршрутное такси (по-местному — «микрики»), которые также связывают город с пригородными посёлками (Авача, Моховая, Долиновка, Нагорный и др.), ближайшими городами Елизово и Вилючинском и другими населёнными пунктами Камчатки. Также в 80-х годах существовал проект троллейбусного движения.

### Железнодорожный
Петропавловск-Камчатский — второй (после Якутска, но даже рядом с ним расположена железнодорожная станция «Нижний Бестях») по населению город, в котором отсутствует железнодорожное сообщение. Железных дорог в Петропавловске, как и на всей Камчатке, нет, но создан проект по созданию магистрали между Нижними Бестями и Петропавловском-Камчатским — Ленско-Камчатская магистраль.

### Морской
Морское грузовое сообщение

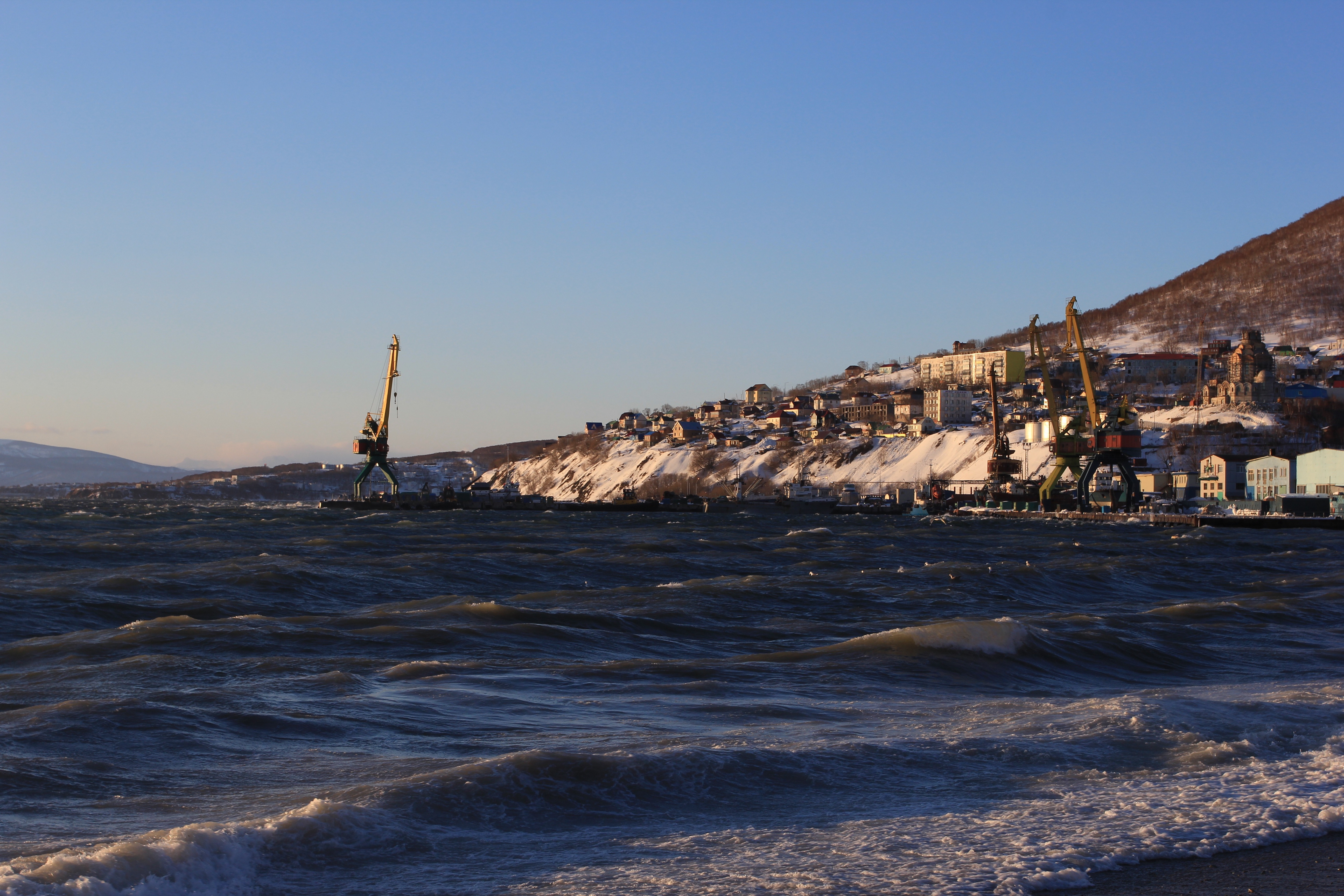
Побережье Тихого океана

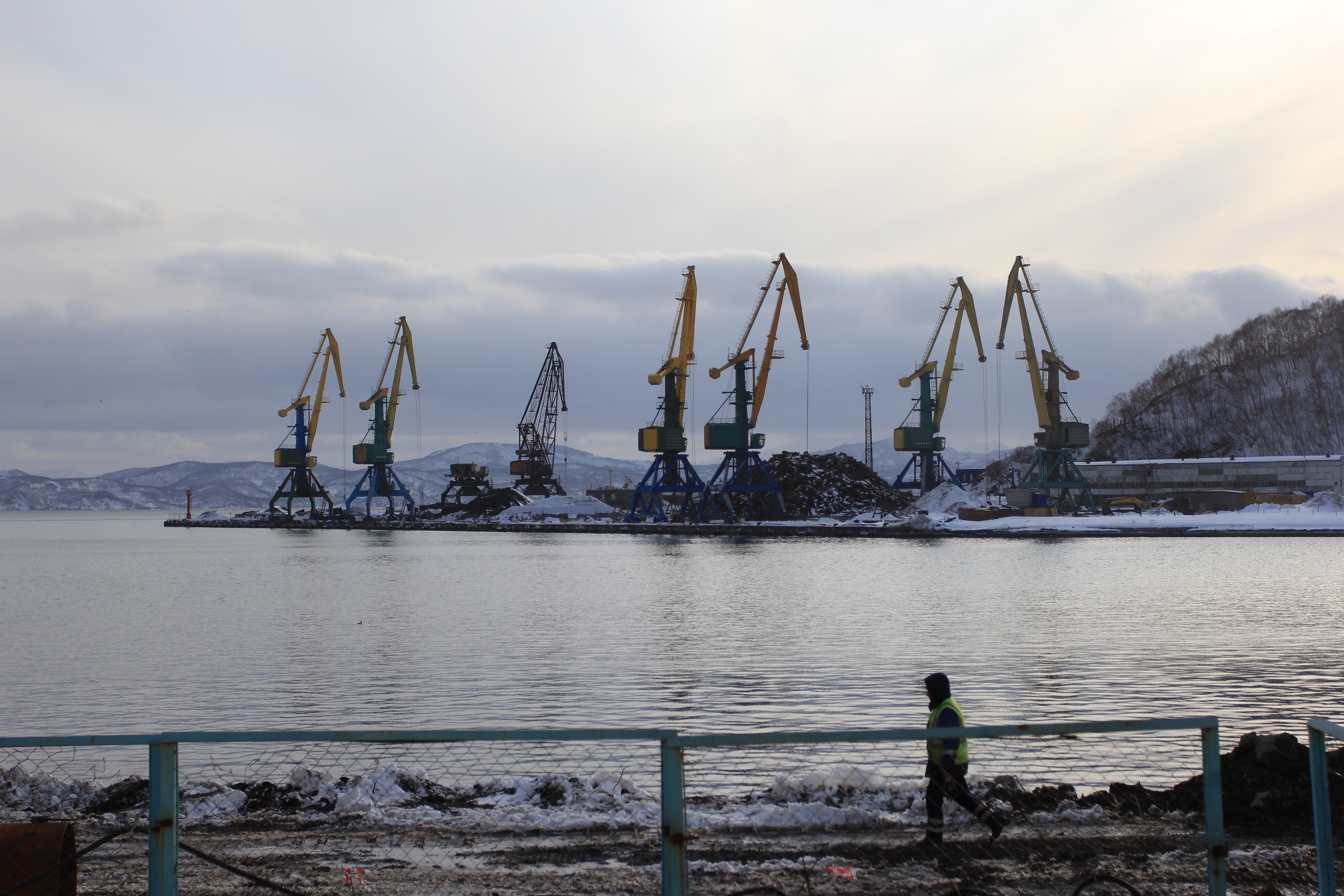

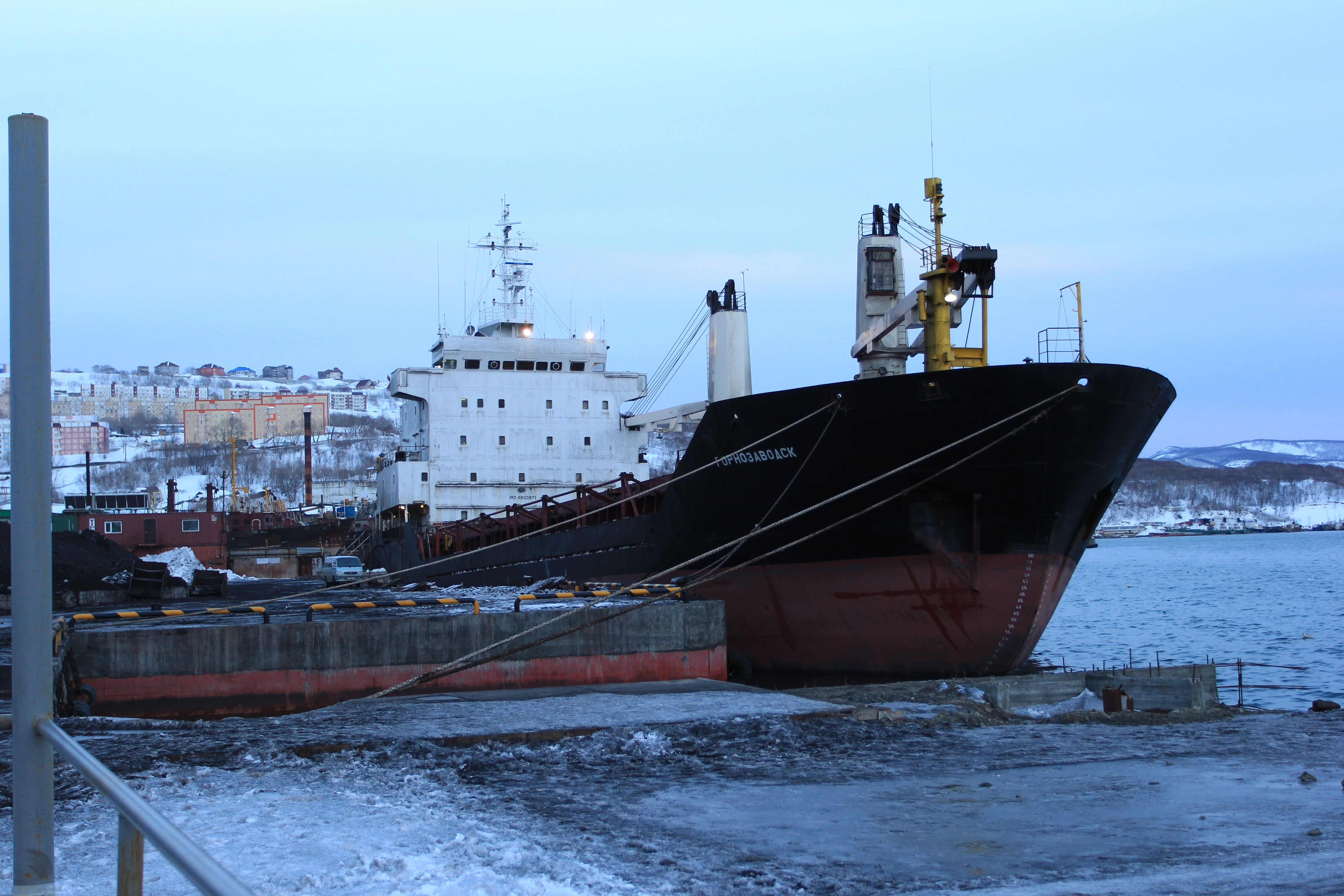

Морской порт Петропавловска-Камчатского осуществляет перевалку различных грузов, в том числе рыбопродукцию, круглый лес и пиломатериалы, рудный концентрат, хлебные грузы, цемент в мешках, контейнеры, колёсную технику и оборудование, соль, металлы, уголь, различные каботажные и нефтеналивные грузы и др. Среди импорта преобладают зерно, цемент и рефрижераторные грузы.
По мере развития Северного морского пути планируется, что Петропавловский порт станет его опорным пунктом.
Морское пассажирское сообщение
Морское пассажирское сообщение, существовавшее между Петропавловском-Камчатским и Владивостоком в советское время, было свёрнуто в конце 80-х гг. из-за нерентабельности. Заброшенное здание старого морвокзала в Петропавловске-Камчатском было снесено в декабре 2010 года. На его месте было принято решение строить новое здание морвокзала.
В рамках федеральной программы в конце 2016 года, основные работы по строительству современного морского вокзала были завершены. Его официально ввели в строй 16 февраля 2017 года.
В новом здании расположены зал ожидания, билетные кассы, камеры хранения, справочное бюро и пункт пропуска через госграницу РФ. В порту также были проведены работы по реконструкции причала № 5, которые завершились в конце мая 2017 года. К его причалу могут швартоваться пассажирские суда длиной до 120—140 м. Также были проведены работы по благоустройству привокзальной площади. С 26 июня 2017 года в новый морской порт начали заходить круизные суда.
Первым за 25 лет ошвартовался экспедиционный лайнер «Профессор Хромов». Круизный лайнер «Silver Discoverer» стал вторым судном, который приняли в модернизированном порту Петропавловска-Камчатского 28.06.2017. Третьим круизным судном, принятым в новом порту стало «MS Bremen». Теплоход «Василий Завойко», совершающий регулярные рейсы между краевым центром и отдаленными райцентрами края, также отправился из нового морвокзала. По итогам 2017 года новое здание морского вокзала в морском порту Петропавловск-Камчатский, приняло уже почти тысячу пассажиров.

## Культура

### Природные достопримечательности

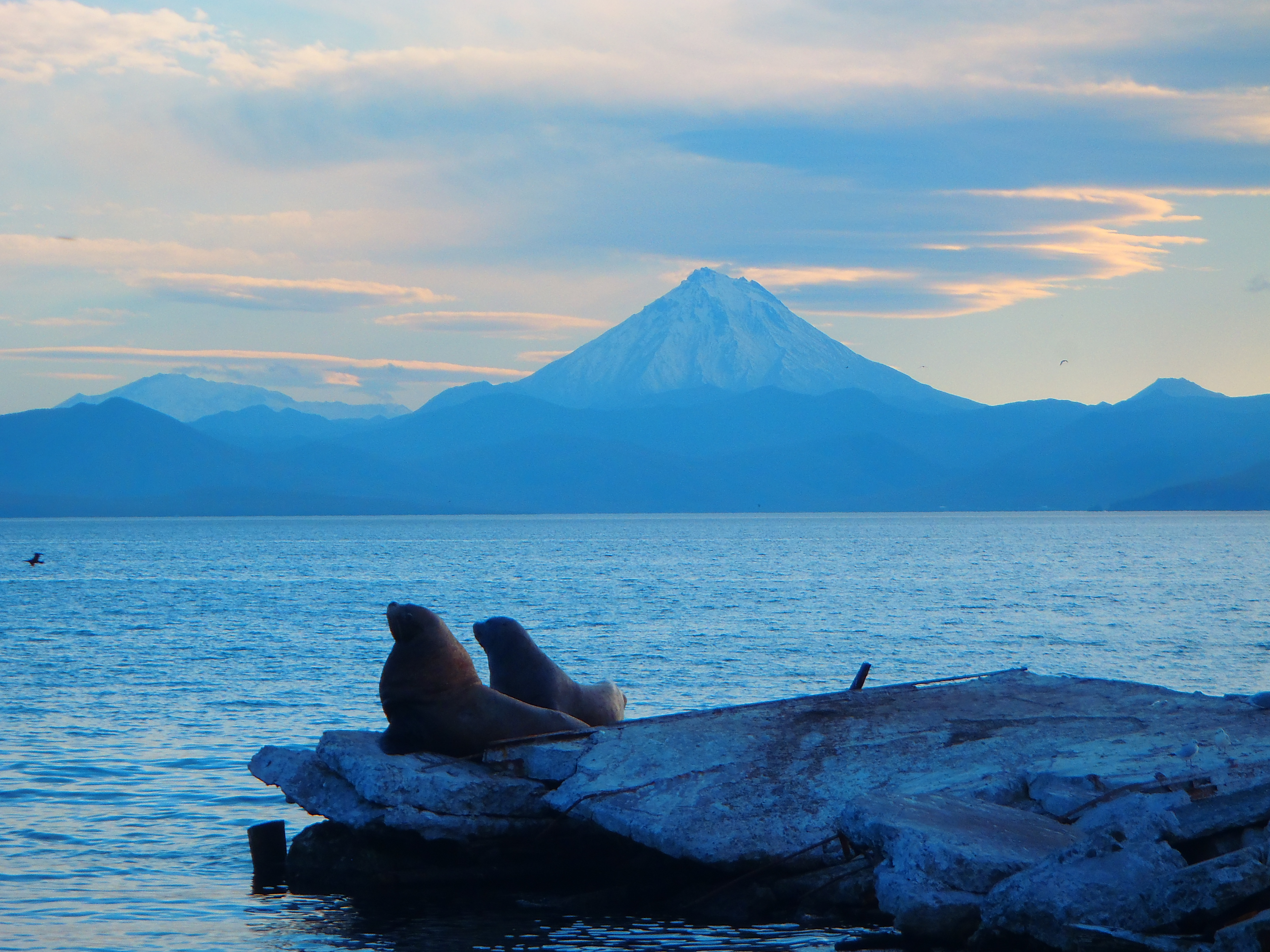
В черте города находится лежбище сивучей

Одной из известных достопримечательностей города является Мишенная сопка — самая высокая точка Петропавловска-Камчатского, где расположены местная телевизионная башня, смотровая площадка с видом на город и Авачинскую бухту, зип-лайн, родельбан и проложены прогулочные пешие маршруты. Также зимой доступно катание на лыжах и сноуборде. К концу 2025 года планируется строительство канатной дороги протяжённостью 2 километра на вершину сопки из центра города.

### Спорт
В черте города расположено несколько горнолыжных баз: «Красная сопка», «Эдельвейс», «Экстрим», «Кирпичики», «Центральная». База «Красная сопка» расположена недалеко от центра города и пользуется наибольшей популярностью среди туристов.
Работают лыже-биатлонные трассы протяжённостью от 1,5 до 3,5 км, соответствующие международным правилам IBU.
В период с 2009 по 2012 г., в середине апреля в Петропавловске-Камчатском проходили международные соревнования по биатлону на приз памяти Виталия Фатьянова, в которых принимали участие сильнейшие биатлонисты мира.
На олимпийском уровне развито плавание, несмотря на то, что действует лишь одна СДЮСШОР по плаванию. В учениках: мастера и международные мастера спорта (Регина Сыч — двукратная чемпионка России). Заметно развито карате. Камчатская краевая федерация кёкусинкай карате объединяет более двух тысяч занимающихся. Филиалы федерации расположены по всему полуострову: в Петропавловске-Камчатском, Елизово, Вилючинске, Мильково, Усть-Большерецке и т. д. Среди воспитанников несколько мастеров спорта международного класса. Существует крупная школа карате Сётокан.
В городе построен новый физкультурно-оздоровительный комплекс «Звёздный». В планах администрации — строительство ещё двух таких комплексов в Петропавловске-Камчатском.

### Средства массовой информации

#### Телевидение
- Россия 1 / ГТРК Камчатка
- Первый Канал
- Россия 24 / ГТРК Камчатка
- СТС
- 41 Регион
- Камчатка 1
- РЕН ТВ
- Пятый Канал
- НТВ
- Россия К
- Че!
- Звезда

#### Радиостанции
- 88,1 MГц — Радио Комсомольская Правда
- 88,5 МГц — Вещание планируется
- 88,9 MГц — Юмор FM
- 90,3 MГц — Comedy Radio (Вещание планируется)
- 100,8 MГц — Love Radio
- 101,2 МГц — Радио ENERGY
- 101,6 МГц — DFM (Вещание планируется)
- 102,0 МГц — Радио России / ГТРК Камчатка
- 102,5 МГц — Радио Дача
- 103,0 МГц — Наше радио
- 103,5 МГц — Радио Маяк / ГТРК Камчатка
- 103,9 МГц — Русское радио
- 104,5 МГц — Авторадио
- 105,5 МГц — Радио Камчатка
- 106,0 МГц — Европа Плюс
- 106,5 МГц — Ретро FM
- 107,0 МГц — Вести FM
- 107,9 МГц — Дорожное радио

#### Информационные агентства
- ИА «41»
- ИА «Кам 24»
- ИА «Камчатка»
- ИА «Каминформ»
- РАИ «Камчатка-Информ»

#### Газеты
- «Камчатская правда». Первый номер вышел 28 февраля 1918 года. Первоначальное название «Известия Совета рабочих и солдатских депутатов г. Петропавловска», затем «Полярная звезда» (1923—1930), «Камчатская правда» (1931—1995), «Новая Камчатская правда» (1996—2006). Издание награждено орденом Трудового Красного Знамени (1968)[118].
- «Рыбак Камчатки». Первый номер вышел 2 марта 1952 года. Первоначальное название «За высокие уловы», с 1979 года — «Рыбак Камчатки»[119].
- «Камчатское время»
- «Вести»
- «Московский комсомолец»

### Театры, оркестры и филармонии
- Камчатский театр драмы и комедии
- Камчатский театр кукол
- Филармония
- Хоровая капелла
- Камчатский камерный оркестр
- Оркестр Войск и Сил на Северо-Востоке России

### Музеи
- Камчатский краевой объединённый музей
- Камчатский краевой художественный музей
- Музей Камчатского научного института рыбного хозяйства и океанографии (передан КамчатГТУ)
- Научный музей института вулканологии и сейсмологии
- Музейный комплекс: Визит-центр «Музей вулканов „Вулканариум“», Дом занимательной науки «Интересариум»
- Геологический музей при ФГУ ТФИ Камчатского края
- Военно-исторический музей Войск и Сил на Северо-Востоке
- Музей камчатского спорта в спортивном комплексе «Звёздный»[120]
- Музей истории православия в одном из помещений нижнего храма Собора Святой Живоначальной Троицы[121]
- Музей СССР в здании бывшего кинотеатра «Россия»[122]

### Галереи и выставочные залы
- Камчатский выставочный центр
- Выставочный зал на Ленинской
- Камчатские сувениры на Ленинградской
- Центр современного искусства лофт «Парк культуры»[значимость факта?]

### Кинотеатры
- «Лимонад» (6 кинозалов, расположен в ТЦ «Шамса»)
- «Пирамида» (5 кинозалов, расположен в ТЦ «Пирамида»)

### Религия
Православие:
Православные храмы и монастыри принадлежат Петропавловской и Камчатской епархии Московского патриархата:
- Кафедральный собор во имя Святой Живоначальной Троицы
- Храм Святых апостолов Петра и Павла
- Храм Святого благоверного князя Александра Невского[124]
- Петропавловск-Камчатский Пантелеимоновский монастырь

Католицизм:
- Римско-католический приход Святой Терезы

## Образование и наука

### Высшие учебные заведения
- Камчатский государственный университет имени Витуса Беринга
- Камчатский государственный технический университет

### Филиалы высших учебных заведений
- Всероссийская академия внешней торговли — Дальневосточный филиал
- Российский университет кооперации — Камчатский филиал
- Российская академия народного хозяйства и государственной службы при Президенте Российской Федерации — филиал в г. Петропавловске-Камчатском

### Колледжи и техникумы
- Камчатский Морской Энергетический Техникум
- Камчатский политехнический техникум
- Камчатский колледж искусств
- Камчатский медицинский колледж
- Камчатский педагогический колледж
- Камчатский кооперативный техникум

### Научные учреждения
- Камчатский филиал ФИЦ "Единая геофизическая служба РАН
- Камчатская краевая научная библиотека им. С. П. Крашенинникова
- Институт вулканологии и сейсмологии ДВО РАН
- Научно-исследовательский геотехнологический центр ДВО РАН
- Камчатский филиал Тихоокеанского института географии ДВО РАН
- Камчатский научно-исследовательский институт рыбного хозяйства и океанографии (КамчатНИРО)
- Камчатский региональный центр Президентской библиотеки имени Б. Н. Ельцина
- Камчатский филиал «Всероссийского научно-исследовательского института физико-технических и радиотехнических измерений» (ВНИИФТРИ)

## Здравоохранение
- Камчатская краевая больница им. А. С. Лукашевского. Создана в 1954 году на базе первой городской больницы как Камчатская областная (объединённая) больница. С 1968 года имени А. С. Лукашевского. С 1 мая 2008 году — Камчатская краевая больница им. А. С. Лукашевского[125].
- Камчатская краевая детская больница.
- Краевой онкологический диспансер. Открыт 25 февраля 1970 года[126]

## Почётные граждане Петропавловск-Камчатского городского округа
На 17 ноября 2023 года:
- Аграновская Людмила Семёновна
- Алексеев Виктор Иванович
- Андрианов Владимир Павлович
- Астраханкина (Горицкова) Галина Васильевна
- Бугаев Виктор Федорович
- Вайнштейн Игорь Владимирович
- Витер Ирина Васильевна
- Гиль Александр Васильевич
- Грачёв Леонид Александрович
- Грибков Павел Фёдорович
- Грибов Петр Михайлович
- Громов Александр Борисович
- Демчук Александр Александрович
- Денищенко Виктор Маркиянович
- Дроздюк Валерий Николаевич
- Дудников Александр Кузьмич
- Завойко Василий Степанович
- Запруднев Леонид Ефимович
- Зелинский Иосиф Григорьевич
- Катреча Надежда Константиновна
- Качин Дмитрий Иванович
- Коваленко Иван Гаврилович
- Кожан Станислав Петрович
- Кожемякин Станислав Васильевич
- Копанев Леонид Васильевич
- Кравченко Валерий Трофимович
- Левко Ярослав Степанович
- Макаров Михаил Матвеевич
- Максутов Александр Петрович
- Мачидловский Сергей Владимирович
- Моисеев Роберт Савельевич
- Морозов Евгений Иванович
- Новосёлов Сергей Иванович
- Пак Виктор Николаевич
- Перевало Валентина Петровна
- Платонова Ида Антоновна
- Полутов Иннокентий Александрович
- Поротов Георгий Германович
- Потапенко Виктор Петрович
- Санеев Николай Васильевич
- Селянгина Светлана Анатольевна
- Семенов Владимир Иванович
- Семчев Владимир Андреевич
- Скворцов Владислав Васильевич
- Смирнов Сергей Иванович
- Стародубцев Николай Ефимович
- Сущёва Марина Вениаминовна
- Таранец Анатолий Иванович
- Тимонькин Сергей Венедиктович
- Топорков (Олейник) Антон Савельевич
- Туров Владимир Георгиевич
- Фуряев Геннадий Иванович
- Щедрин Григорий Иванович

## Объекты культурного наследия

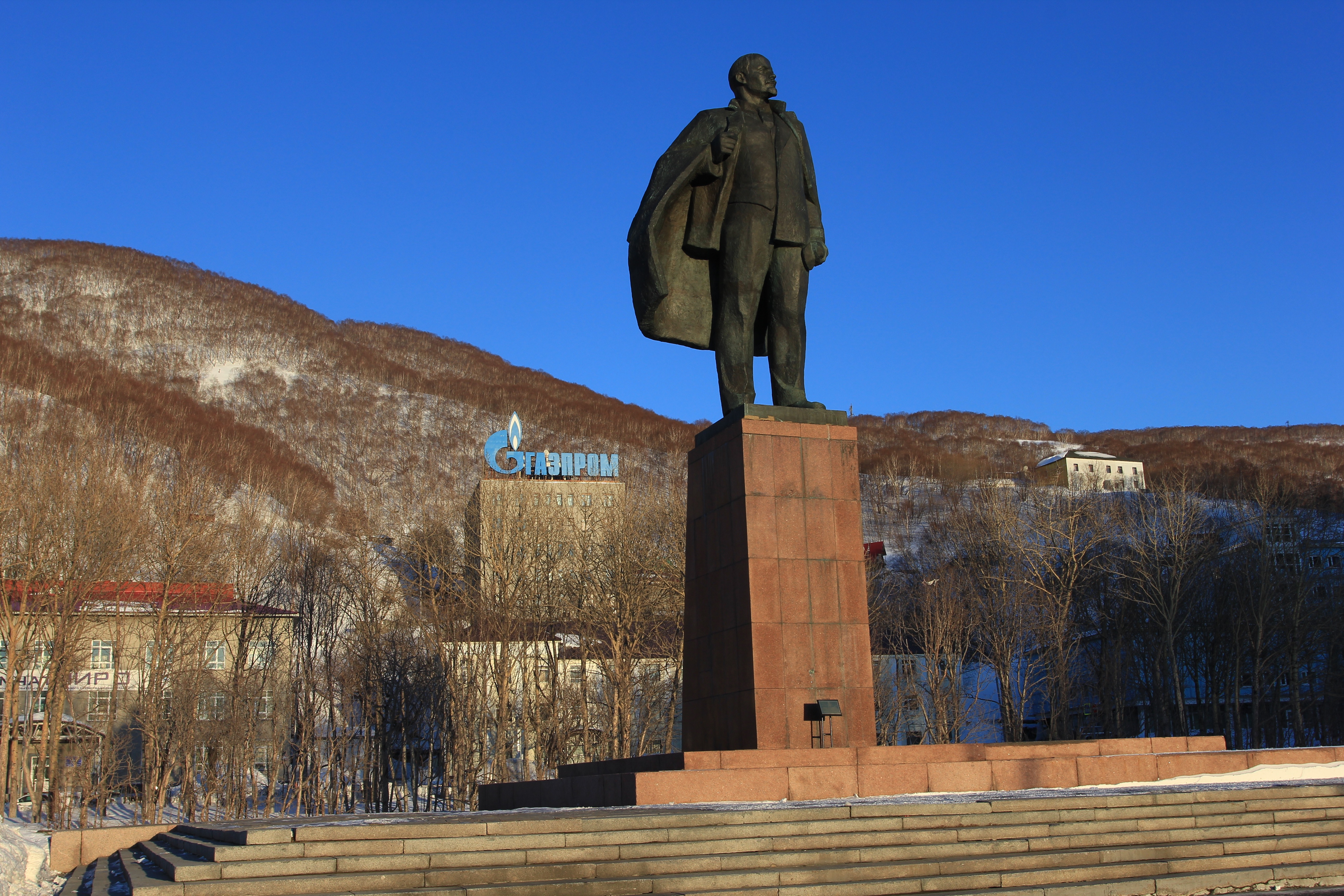
Памятник В. И. Ленину

Объекты культурного наследия федерального значения
- Памятник Витусу Берингу (1826 год)
- Памятник-обелиск Чарльзу Клерку (1913 год)
- Памятник Жану-Франсуа Лаперузу (1843 год)
- Памятник «Слава» (сентябрь 1881 года), сооружённый в честь Петропавловской обороны
- Памятник героям третьей батареи лейтенанта А. П. Максутова, сооружённый в честь успешной обороны Петропавловска-Камчатского от нападения англо-французской эскадры в 1854 году (1954 год, на Никольской сопке)
- Мемориальный комплекс: братская могила защитников Петропавловска-Камчатского (1854 год) и памятник-Часовня (1910—1912 гг.)
- Памятник-обелиск воинам советской армии — освободителям Курильских островов в 1945 году от японских милитаристов (6 ноября 1946 года)

Объекты культурного наследия регионального значения
- Деревянные казённые дома начала ХХ-го века по ул. Красинцев (дома 1, 4, 7, 11, 13, 15, 19); по Красноармейской ул. (дома 6, 8, 10, 12, 14); по Ленинской ул. (дома 20, 24, 26, 28), в том числе:
  - Дом купца Подпругина (ул. Красинцев, д. 4)
  - Бывший дом губернатора Камчатки (Ленинская ул., д. 22)[нет в источнике]
  - Бывшее здание канцелярии губернатора Камчатки (Ленинская ул., д. 20)
- Могила советских моряков, погибших при разминировании Авачинского залива в 1945 году, (установлен в 1946 году), находится на кладбище «4 км»
- Памятный знак, установленный в месте нахождения партизанской заставы 1921 года (установлен в 1966 году)[нет в источнике]
- Торпедный катер — памятник морякам-десантникам, установленный в честь Курильской операции (установлен 8 мая 1975 года)
- Памятник танку Т-34, установленный в честь строительства на средства камчатцев танковой колонны «Камчатский рыбак» в годы Великой Отечественной войны (установлен 7 мая 1975 года)
- Памятник И. В. Рябикову — председателю чрезвычайного Петропавловского уездного съезда (1975 год)[нет в источнике]
- Памятник В. И. Ленину на площади имени В. И. Ленина (установлен 6 ноября 1978 года)
- Памятник В. И. Ленину в посёлке Сероглазка[нет в источнике]
- Памятник экипажу подводной лодки Л-16[нет в источнике]
- Могила Славиной Александры Владиславовны (1954 год), народной артистки РСФСР, находится на кладбище «4 км»
- Монумент «Скорбящей матери» — памятник погибшим в годы Великой Отечественной войны (8.5.1975)[нет в источнике]
- Монумент Славы пограничникам (28.5.1976)[нет в источнике]
- Памятник морякам-пограничникам, погибшим в бою при охране государственной границы ССР 6 августа 1945 года[нет в источнике]
- Стела в честь основания Петропавловска-Камчатского (макеты пакетботов Святого Петра и Святого Павла) на въезде в город[нет в источнике]
- Аллея Морской Славы. Заложена в честь 300-летия Российского Флота.[нет в источнике]
- Стела и центральная площадь с флагштоками в честь присвоения городу звания «Город Воинской Славы» (открыта в 2016 году)[нет в источнике]

Другие памятники
- Памятник первому генерал-губернатору Камчатки В. С. Завойко, (открыт летом 2016 года)
- Памятник святым апостолам Петру и Павлу
- Памятник Петру Ивановичу Ильичёву, Герою Советского Союза, заложен в 1958 году
- Памятник Святителю Николаю Архиепископу Мирликийскому Чудотворцу
- Древо Любви — проект по инициативе молодёжных организаций города. Посвящен молодоженам, открыт в 2011 году
- Мемориальный комплекс Аллея Героев
- Памятник жертвам политических репрессий
- Памятник «Участникам боевых действий и ветеранам военной службы» в парке Победы на Дачной (открыт в 2015 году)[130]
- Скульптура «Ларга» на набережной Култучного озера в центре города (открыта в 2017 году)[131]
- Памятник труженикам тыла, открыт в 2019 году
- Памятник Черемше[132]

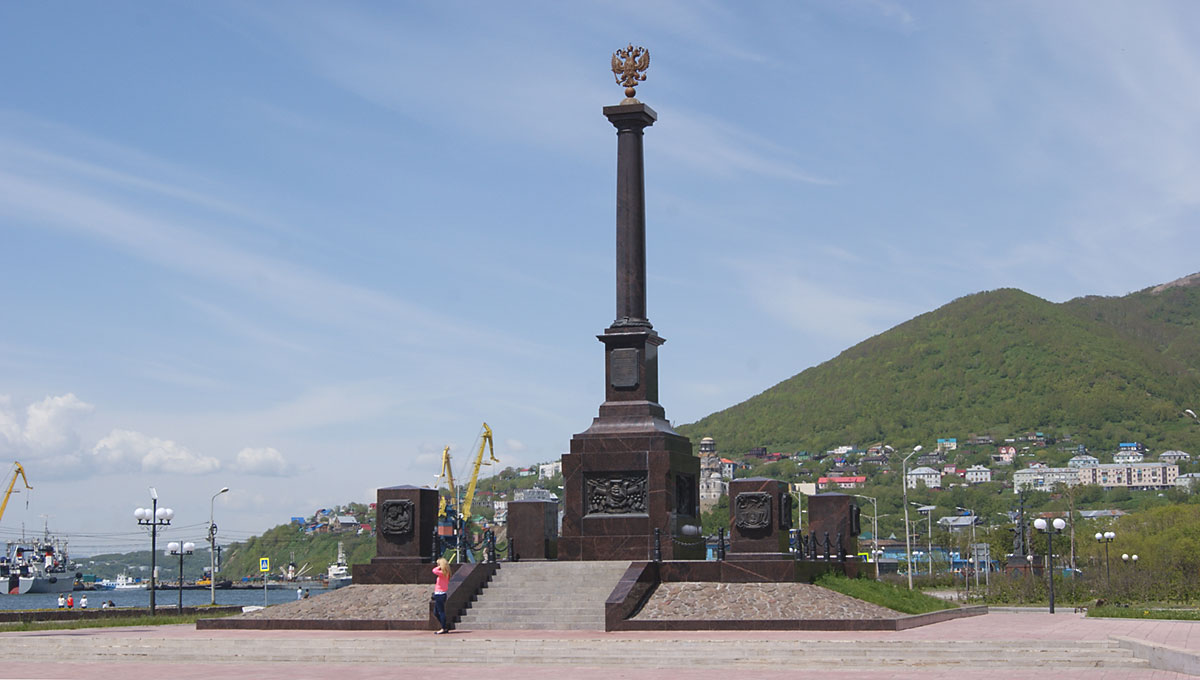
Стела «Город воинской славы»
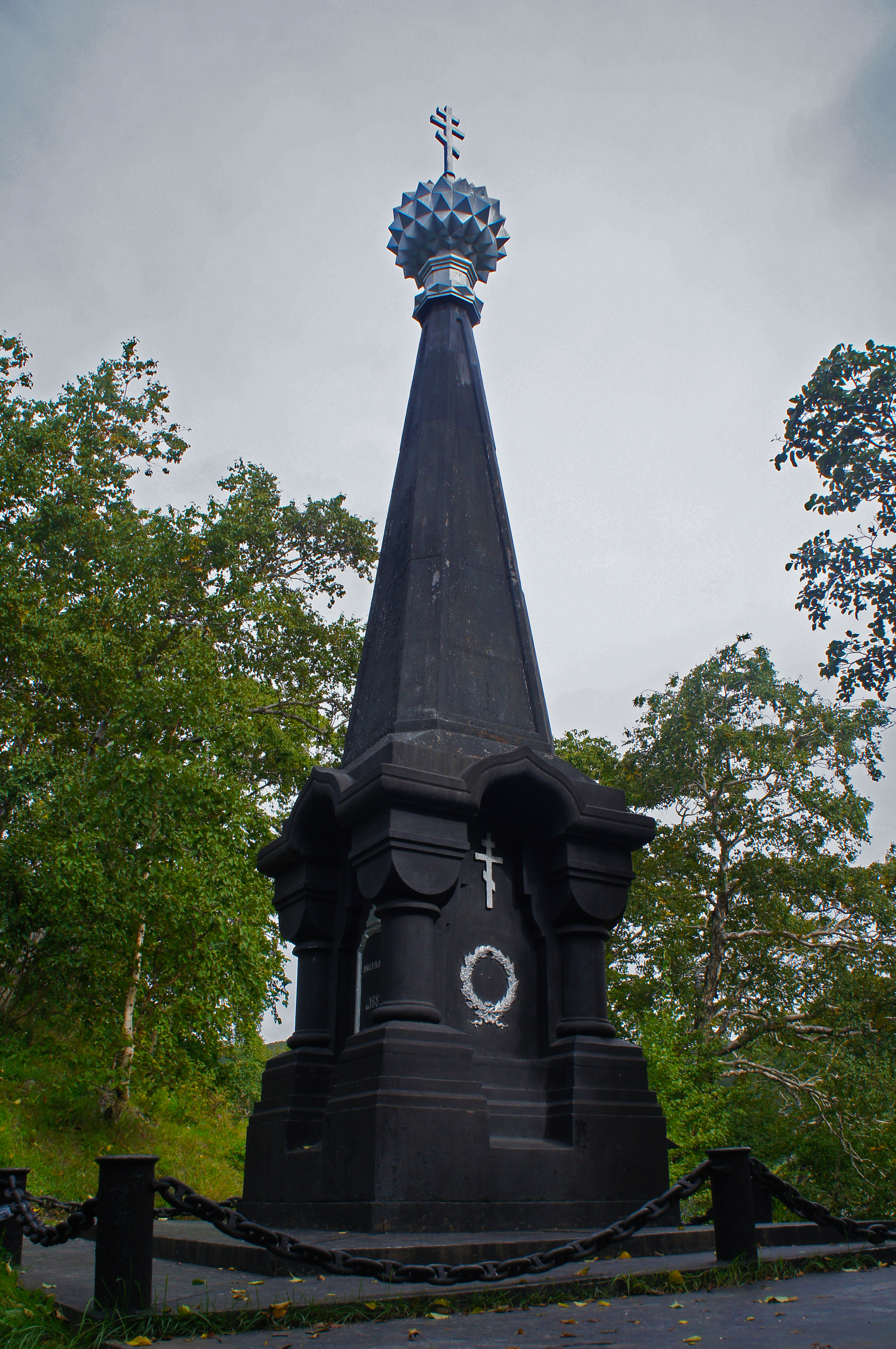
Памятник «Слава» (1881 год), в честь Петропавловской обороны
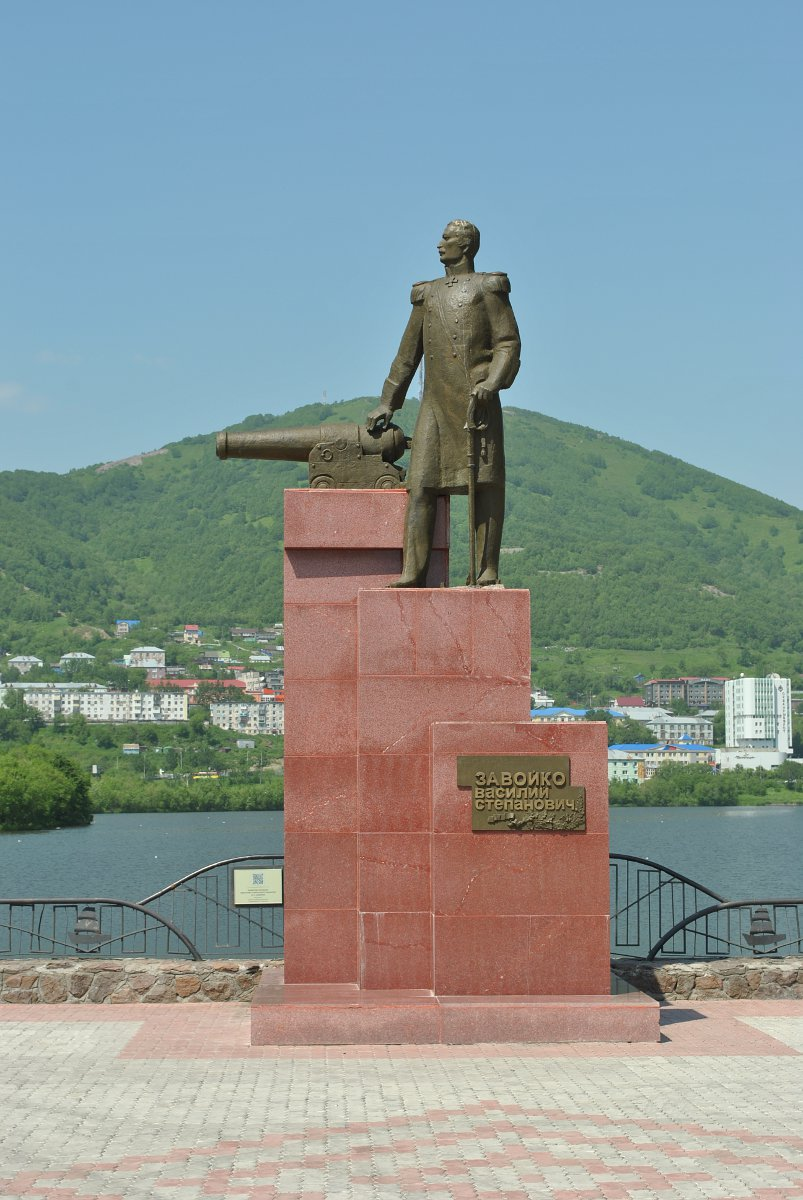
Памятник первому генерал-губернатору Камчатки В. С. Завойко
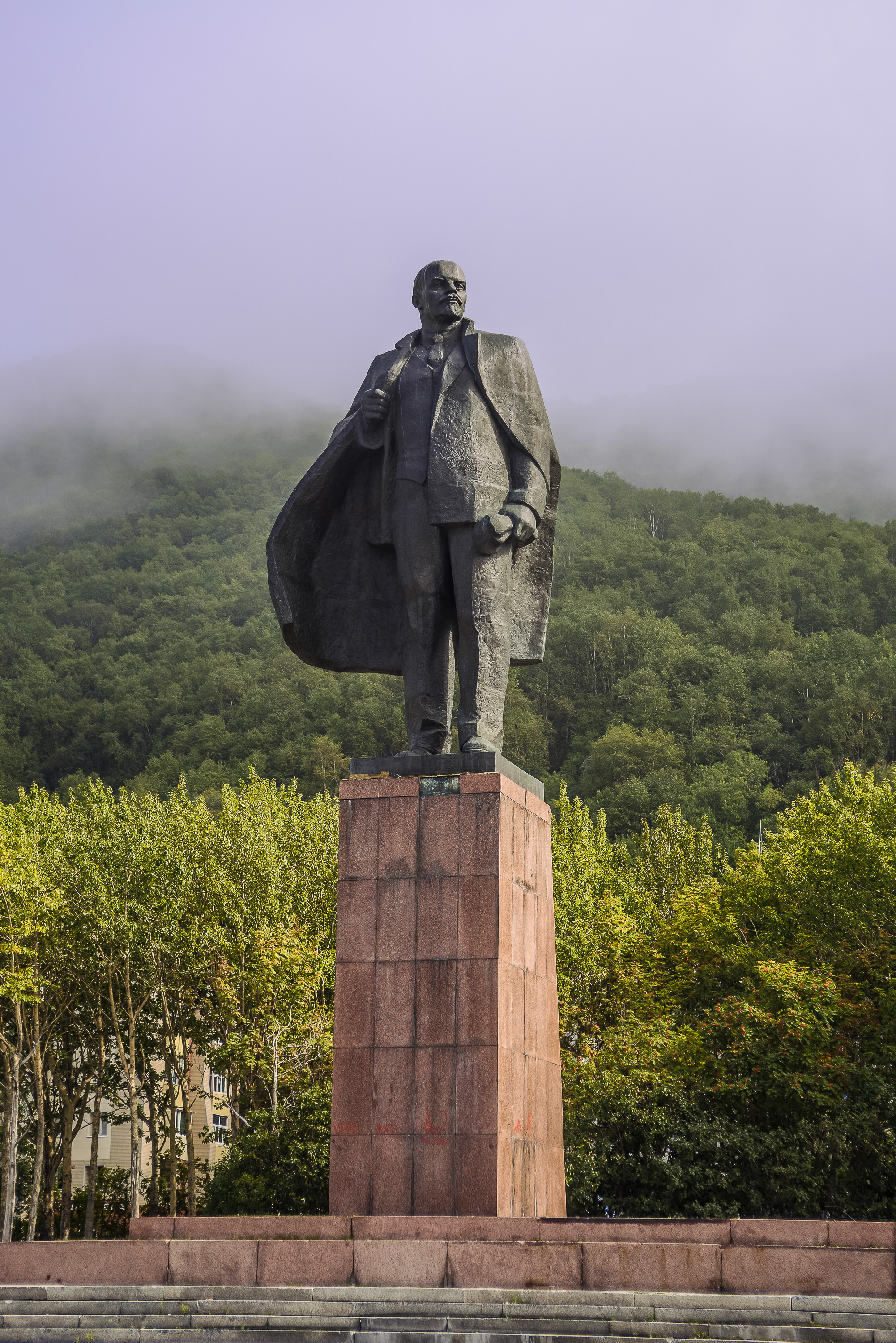
Памятник В. И. Ленину на одноименной площади города
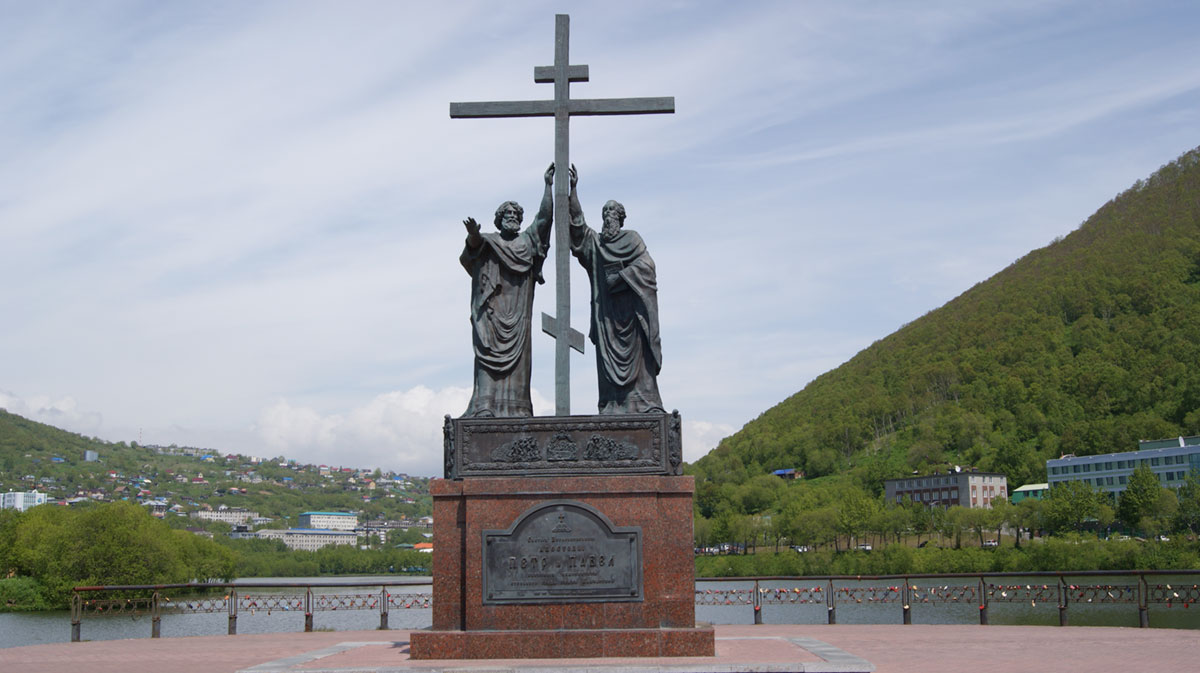
Памятник святым апостолам Петру и Павлу

## Города-побратимы
Города-побратимы Петропавловска-Камчатского:
- Уналашка, США (c 1990 года)[133]
- Кусиро, Япония (с 1998 года)[134]
- Севастополь, Крым[135]
- Сапопан, Мексика (c 2020 года)

## Топографические карты
- Лист карты N-57-XXVII Петропавловск- Камчатский. Масштаб: 1 : 200 000. Указать дату выпуска/состояния местности.
- Лист карты N-57-102 Петропавловск-камчатский. Масштаб: 1 : 100 000. Состояние местности на 1987 год. Издание 1990 г.

## Комментарии
1. ↑  Первоначально носил название Радыгина, предположительно, по фамилии одного из первых командиров расквартированной в нём части. На современных картах и в документах называется Радыгино, по мнению краеведа А. И. Пирагиса — необоснованно[100]